# Felice Albers
Felice Albers (* 27. Dezember 1999 in Amstelveen) ist eine niederländische Hockeyspielerin. Sie gewann 2021 die olympische Goldmedaille und war zuvor Europameisterin geworden. 2022 wurde sie Weltmeisterin, 2023 Europameisterin und 2024 erneut Olympiasiegerin.

## Leben
Felice Albers spielt im Sturm oder im Mittelfeld. Sie debütierte 2019 in der Nationalmannschaft und bestritt 75 Länderspiele, in denen sie 27 Tore erzielte.(Stand 9. August 2024)
Albers nahm 2018 an der Hallen-Europameisterschaft in Prag teil und erzielte im Turnierverlauf fünf Feldtore. Im Finale verloren die Niederländerinnen im Shootout gegen die deutsche Mannschaft. 2019 nahm Albers an der Junioren-Europameisterschaft teil, auch dort erreichten die Niederländerinnen den zweiten Platz. Im Finale unterlagen sie den spanischen Juniorinnen im Shootout.
Bei der Europameisterschaft 2021 in Amstelveen siegten die Niederländerinnen im Finale gegen die Deutschen mit 2:0. Bei den Olympischen Spielen in Tokio gewannen die Niederländerinnen alle acht Spiele, im Finale bezwangen sie die Argentinierinnen mit 3:1. Felice Albers erzielte im Turnierverlauf sechs Tore. Ein Jahr später bei der Weltmeisterschaft 2022 war Albers in allen sechs Spielen dabei. Im Halbfinale gewann die Mannschaft mit 1:0 gegen die Australierinnen. Im Finale siegten die Niederländerinnen mit 3:1 gegen Argentinien, wobei Albers einen Treffer beisteuerte.
2023 gewannen die Niederländerinnen bei der Europameisterschaft in Mönchengladbach im Halbfinale mit 7:0 gegen die Engländerinnen und im Finale 3:1 gegen die Belgierinnen. Im August 2024 bei den Olympischen Spielen in Paris besiegten die Niederländerinnen im Viertelfinale die Britinnen mit 3:1. Nach einem 3:0-Sieg im Halbfinale gegen die Argentinierinnen gewannen die Niederländerinnen im Endspiel gegen die Chinesinnen im Shootout, nachdem es am Ende der regulären Spielzeit 1:1 gestanden hatte. Felice Albers war in allen acht Spielen dabei.
Felice Albers spielt beim Amsterdamsche Hockey & Bandy Club und debütierte dort bereits als B-Jugendliche in der ersten Mannschaft. 2019 wurde die Mannschaft niederländischer Meister.